# Bator Sagaluyev
Bator Sagaluyev –en ruso, Батор Сагалуев– (Ojor-Shibir, 7 de julio de 1991) es un deportista ruso, de origen yakuto, que compitió en boxeo. En los Juegos Europeos de Bakú 2015 obtuvo una medalla de oro en el peso minimosca.

## Palmarés internacional
| Juegos Europeos | Juegos Europeos   | Juegos Europeos | Juegos Europeos |
| Año             | Lugar             | Medalla         | Categoría       |
| --------------- | ----------------- | --------------- | --------------- |
| 2015            | Bakú (Azerbaiyán) | Medalla de oro  | 49 kg           |